# Al-Dżauf (muhafaza)
Al-Dżauf (arab. الجوف) – jedna z 21 jednostek administracyjnych Jemenu znajdująca się w północnej części kraju. Według danych na rok 2011 muhafazę zamieszkiwało 772 645 osób, a gęstość zaludnienia wyniosła 25 os./km².